# Aeroporto di al-Jawf
L'Aeroporto di al-Jawf (in arabo مطار الجوف المحلي‎?) (IATA: AJF, ICAO: OESK) è un aeroporto definito come nazionale dalle autorità dell'aviazione civile saudite e situato nella parte settentrionale dell'Arabia Saudita, 28 km a Sud della città di Sakākā, capoluogo della  provincia di al-Jawf
L'aeroporto di al-Jawf è dotato di una pista di asfalto lunga 3 660 m e larga 45 m, l'altitudine è di 689 m, l'orientamento della pista è RWY 10-28 ed è aperto al traffico commerciale dall'alba al tramonto.
Lo scalo ha assorbito, nel 2014, circa trecentocinquantamila passeggeri.